# Wohnhaus Wilhelminenstraße 16
Das Wohnhaus Wilhelminenstraße 16 in der niedersächsischen Kreisstadt Cuxhaven im Landkreis Cuxhaven stammt vom Ende des 19. Jahrhunderts.
Aktuell (2024) wird das Gebäude durch eine Kanzlei und eine Wohnung genutzt.
Das Gebäude steht unter Denkmalschutz (siehe auch Liste der Baudenkmale in Cuxhaven).

## Geschichte und Beschreibung
Die Wilhelminenstraße führt in Alt-Cuxhaven in Nord-Süd-Richtung von der Annenstraße bis zur Mittelstraße. Sie wurde vielleicht benannt nach Mathilde Wilhelmine Hinck (* 1854), Tochter des Bierbrauers, Gastwirtes und Fuhrmannes Johann Hinrich Hinck, der Besitzer der Ländereien war, auf denen die Straße angelegt wurde. Die Straße war ab 1887 gepflastert. An ihrer Ostseite steht die Gruppe der vier denkmalgeschützten Wohnhäuser (Nr. 16 bis 19).

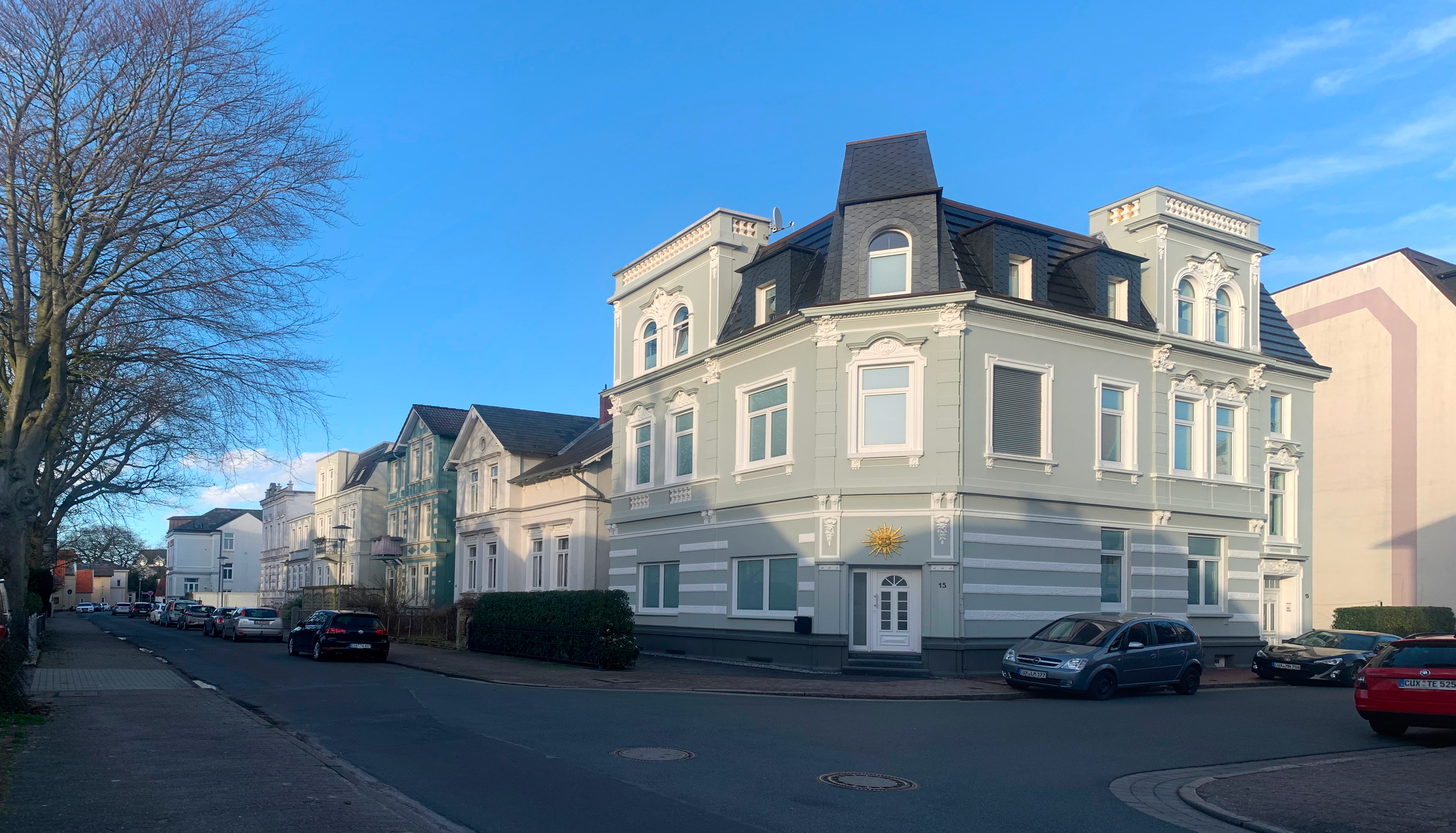
Nr. 16: Zweites Haus von rechts

Das ein- und zweigeschossige traufständige massive Wohnhaus auf Keller mit Drempel und schiefergedeckten Satteldächern wurde 1897 gebaut. Die verputzten schlichten Fassaden mit Traufgesims und geschossteilendem Gesims im Giebelrisalit sowie profilierten Fensterrahmungen. Der Eingang wurde seitlich angeordnet.
Das Landesdenkmalamt befand u. a.: „gut erhalten sind die Häuser Wilhelminenstraße 16, 17, 18 und 19“.